# Юхан Банер
Ю̀хан Банѐр (на шведски: Johan Banér, 23 юни 1596 — 10 май 1641) — шведски пълководец по време на Тридесетгодишната война.

### Произход и младост
Юхан Банер е роден в град Юршхолм, Стокхолмски лен в Югоизточна Швеция. Неговият баща и чичо са лоялни на детронирания Сигизмунд I Шведски и са екзекутирани по заповед на крал Карл IX на Велики четвъртък 1600 г. в Линшьопинг. Макар и бащата на Густав Адолф да е екзекутирал бащата на Банер, Юхан и Густав се сприятеляват, а Густав Адолф възстановява владенията на рода Банер скоро след коронацията си. По-късно наследниците на Банер получават графска титла.
Юхан Банер постъпва в шведската армия през 1615 преди войните с Русия и Полша. При обсадата на Псков той се отличава с храброст и на 25-годишна възраст вече е с чин полковник.

### Военна кариера
През 1630 Густав Адолф напада Германия. Юхан Банер е до краля в кампанията в Померания и Мекленбург, а при Брайтенфелд командва десния фланг на шведската конница. Банер участва и в превземането на Аугсбург и Мюнхен, повлиява на изхода в сраженията при Донауверт и на река Лех.
Банер е ранен в ръката при несполучливо нападение над лагера на Албрехт фон Валенщайн близо до Нюрнберг. Въпреки това той поема командването над всички четири шведски отряди при отстъплението на краля към Лютцен, Саксония. С помощта на Густав Хорн Банер принуждава генерал Алдрингер да напусне Бавария. След две години, вече като шведски фелдмаршал Банер с 16-хилядна армия нахлува и граби в Бохемия, като заедно със саксонската армия се насочва към Прага. Поражението на саксонците на Бернхард Ваймарски в при Ньордлинген обръща хода на кампанията.
След тези събитя през 1635 е сключен Пражкият мирен договор. Шведската армия е изолирана и в много опасно положение и военните действия продължават. На 24 септември 1636 обединените сили на Банер, Карл Густав Врангел и Ленард Торстенсон възстановяват влиянието на Швеция в централна Германия в битката при Витщок. През 1637 снабдяването на Банер е затруднено и той ограничава бойните действия. Спасявайки обсадения гарнизон на Торгау, той отстъпва зад Одер в Шведска Померания. Банер няколкократно отказва на германския император да смени своята принадлежност по време на войната.
През 1639 Банер отново нахлува в Северна Германия, разбива саксонците в битката при Чемница и се укрепя в Бохемия. Неговият последен успех е дръзкия зимен пробив от 1640-1641, когато Банер се насочва на запад за да обедини сили с французите под командването на Гебриан и похода до Регенсбург, където заседава райхстага. Само тръгналия по Дунав лед не позволява на Банер да овладее града и той е принуден да отстъпи в Халберщат. Тук на 10 май 1641 той умира от цироза, назначавайки за свой приемник Торстенсон.